# Harry Potter in jetnik iz Azkabana (film)
Harry Potter in jetnik iz Azkabana (izvirno angleško Harry Potter and the Prisoner of Azkaban) je fantazijski film, posnet leta 2004 po istoimenskem romanu pisateljice J. K. Rowling.